# Zazdromin
Zazdromin [pronunciación en polaco: /zazˈdrɔmin/] es un pueblo en el distrito administrativo de Gmina Koneck, dentro del Distrito de Aleksandrów, Voivodato de Cuyavia y Pomerania, en el centro-norte de Polonia. Se encuentra 6 kilómetros al sur de Aleksandrów Kujawski y 25 kilómetros al sur de Toruń.